# Inspektorat Radom Armii Krajowej
Inspektorat Radom Armii Krajowej – terenowa struktura Okręgu Radom-Kielce Armii Krajowej.

## Skład organizacyjny
Organizacja w 1944:
- Obwód Radom Armii Krajowej
- Obwód Kozienice Armii Krajowej

## Obsada personalna inspektoratu
Na dzień 1 listopada 1944
- inspektor – mjr Zygmunt Bolesław Żywocki ps. „Kostur”,
- zca inspektora – mjr Józef Pawlak ps. „Bartosz”, „Brzoza”, „Jan”
- szef referatu organizacyjnego – NN ps. „Rembiszewski”
- szef referatu wywiadu – por. Zdzisław Imbor ps. „Chudy”
- szef referatu operacyjnego – kpt. NN ps. „Mieczysław”
- kwatermistrz – kpt. NN ps. „Fromer”
- szef referatu łączności – Kazimierz Jedliński ps. „Aster”
- szef referatu saperów – NN ps. „Gustaw”
- szef referatu przerzutów powietrznych – por. Henryk Bartmański ps. „Opór”
- kierownik kancelarii – Jadwiga Sokół ps. „Jagoda”
- dca ochrony radiostacii – NN ps. „Artur”
- radiotelegrafista - NN ps. „Tytan”